# راستگویان
راستگویان، روستایی از توابع بخش پیشخور شهرستان فامنین در استان همدان ایران است.

## جمعیت
این روستا در دهستان زردشت قرار دارد و براساس سرشماری مرکز آمار ایران در سال ۱۳۹۵، جمعیت آن ۳۵۰ نفر (۱۱۶خانوار) بوده‌است.